# Лазерний візир
Ла́зерний візи́р (рос. лазерный визир, англ. laser sight, нім. Laservisier n) — світлопроєкційний прилад для створення опорної лінії в просторі. Застосовується для задання напрямку похилим гірничим виробкам у підземних умовах. Забезпечує можливість оперативного контролю прямолінійності виробки, визначення відхилення від заданого напрямку у горизонтальній та вертикальній площинах. Складається з газового (гелій-неонового) лазера з телескопічною колімуючою системою і підставки з піднімальними і відліковими механізмами. Моделі Л. в. мають пристрої стабілізації і зміни напрямку світлового пучка. Прилад встановлюється на стандартну підставку на штативі, має вертикальну і горизонтальну осі обертання випромінювача. Граничні значення кутів повороту в горизонтальній площині — 180°, у вертикальній — 20°. Опорна лінія (вісь світлового пучка, випромінюваного лазерним приладом), орієнтована в просторі по заданому напрямку.